# Sto
För andra betydelser, se STO.

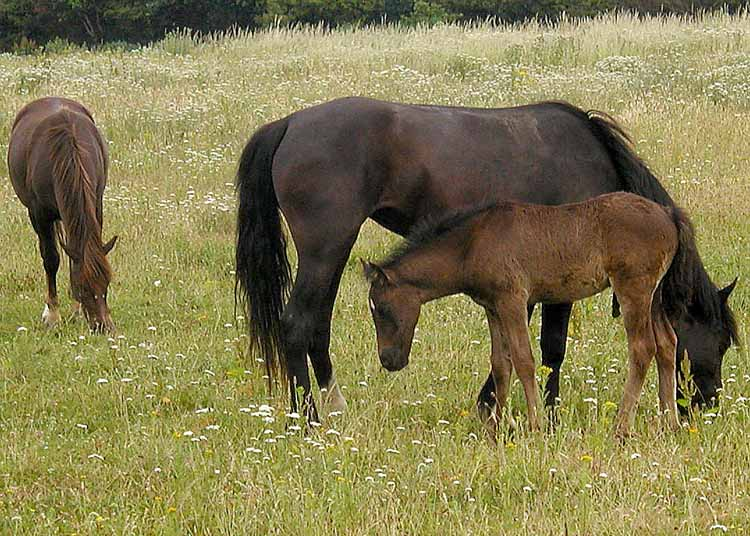
Ett sto och ett föl

Sto eller märr är ett hästdjur av honkön. Förutom hästdjur (hästar, åsnor, zebror) brukar även honor av kameldjur kallas ston.
En häst av hankön kallas hingst.